# Гарік Кричевський
Га́рік Криче́вський (Георгій Кричевський, нар. 31 березня 1963, Львів) — український автор-виконавець. Багаторазовий лауреат премії «Шансон року». Заслужений артист України (2004), телеведучий, письменник. Є автором одинадцяти альбомів.
Гастролює з гуртом «Княжий двір».
Пісні українською мовою: «Анжелі», «Намалюй», «Я сумую за тобою», «Кияночка».
В 1990 році записав україномовний альбом «Електро-Гриць» у стилі, як казав сам автор, «батярський стьоб».

## Біографія
Народився 1963 року у Львові. Його батько — стоматолог, а мати — педіатр. 1968 року вступив до музичної студії на клас фортепіано. У 14 років організував вокально-інструментальний ансамбль (ВІА), де грав на бас-гітарі, в той же час написав перші пісні. 1980 року закінчив середню школу. Якийсь час працював санітаром швидкої допомоги, а 1982 року вступив до Львівського державного медичного інституту. Грав в інститутському ВІА та в оркестрі Палацу молоді «Романтик». Після закінчення інституту до 1991 року працював лікарем-рентгенологом у діагностичному центрі. З 1989 по 1990 записав перші домашні концерти (які, щоправда, не збереглися). З 1992 по 1994 записав альбоми «Киевлянка» та «Привокзальная». В той же період виїхав до Німеччини. 1995 року повернувся в Україну для професійної гастрольної діяльності. З 1995 по 2007 роки записав альбоми «Выходной», «Улицы нашего города», «Пальчики», «Свобода», «Родная», «Календарная осень». Мешкає та працює в Києві.

## Цікавий факт
У пісні «Львівський дощ», яку було написано ще в 1990-ті роки, є слова:
| Ліві лапки | У Львові дощ і львівськії «Карпати» ірландцям забивають два голи! | Праві лапки |

Натяк зроблено, мабуть, на матч «Карпати» — «Шелбурн» 1993 року, який у Львові закінчився з рахунком 1:0. Та от у липні 2011 львівський клуб знову приймав команду з Ірландії — цього разу «Сент-Патрікс Атлетік». У день гри у Львові падав дощ, а «Карпати» перемогли з рахунком 2:0.

## Дискографія
- 1990 — «Електро-Гриць»
- 1992 — «Киевлянка»
- 1995 — «Привокзальная»
- 1996 — «Выходной»
- 1998 — «Улицы нашего города»
- 2000 — «Пальчики»
- 2001 — «Свобода»
- 2002 — «Зима-лето»
- 2004 — «Родная»
- 2007 — «Календарная Осень»
- 2012 — «Облака»
- 2020 — «Поехали»[1]

## Музика
- Привокзальная на YouTube
- Мой номер 245 на YouTube
- Киевлянка на YouTube
- О любви не говорят на YouTube
- Дальнобойщики на YouTube
- Намалюй на YouTube